# Verbascum mucronatiforme
Verbascum mucronatiforme är en flenörtsväxtart som beskrevs av Hub. Mor.. Verbascum mucronatiforme ingår i släktet kungsljus, och familjen flenörtsväxter. Inga underarter finns listade i Catalogue of Life.